# 황상규
황상규(黃尙奎, 1891년 4월 19일~1931년 9월 2일)는 한국의 독립운동가이다. 본관은 창원, 호는 백민(白民)이며, 경상남도 밀양 출신이다. 의열단에서 활동했다.

## 생애
경남 밀양(密陽) 사람이다. 일찍이 교육사업에 뜻을 두고 밀양에서 고명학원(高明學院)에 교사로 재직중 ≪동국사감(東國史鑑)≫이란 역사교재를 저술하였다. 또한 전홍표가 경영하던 동화학원(東和學院)을 인수하여 청년학도 200여명을 배출시켰다.

### 망명
그러나 일경의 탄압으로 1918년 만주 길림(滿洲 吉林)으로 망명하였다. 이곳에는 일찍부터 여준(呂準)·유동열(柳東說)·김동삼(金東三)·김좌진(金佐鎭) 등의 쟁쟁한 독립운동가들이 있어서, 이들과 함께 3·1독립선언서에 앞서 독자적으로 대한독립선언서(大韓獨立宣言書)를 발표하고, 1919년 4월 대한정의군정사(大韓正義軍政司)에 가담하여 회계과장(會計課長) 일을 맡는 등 독립운동에 헌신하였다.

### 의열단 조직
그리고 그는 1919년 11월 9일 김원봉(金元鳳) 등과 함께 의열단을 조직하여 일제기관의 파괴와 침략자 및 매국노의 암살 등을 꾀하였다. 이러한 목적을 위해서 김원봉·이성우(李成宇) 등은 중국 상해(上海)에서 필요한 폭탄과 권총 등을 구입하였고, 1920년 5월 13일 그는 곽재기(郭在驥) 등과 함께 서울에 잠입하여 거사대상을 물색하였다. 그러나 일제의 경기도 경찰부에 탐지되어 결국 동년 6월 한인 형사 김태석(金泰錫)에게 모두 피체되고 말았다. 1921년 7년 징역형을 언도받았다.

### 문화.교육을 통한 투쟁
그는 만기 출옥 후에도 조국광복 투쟁에 매진하여, 신생활사(新生活社)를 창건하고 신간회(新幹會) 중앙간부, 조선어학회(朝鮮語學會) 간부 등을 역임하였다. 그리고 1920년대 후반에서 1931년 9월 1일 고향에서 별세하기까지 그는 향리에 노동야학원(勞動夜學院)과 여자야학원(女子夜學院)을 설립하여 교육을 통한 독립운동에 헌신하였다.

## 사후
- 대한민국 정부는 고인의 공헌을 기리기 위해 1963년 건국훈장 독립장을 추서하였다.